# Museo de Mallorca
El Museo de Mallorca es un edificio construido en el siglo XVI mediante la unión de varias viviendas antiguas en la ciudad de Palma, capital de la isla de Mallorca.

## Historia y descripción
El edificio fue adquirido por el ayuntamiento de Palma en 1968 y cedido al estado para convertirlo en museo, hecho que se produjo en 1976, cuando abrió sus puertas al público. Se encuentra ubicado en la casa palacio de los condes de Ayamans, conocida popularmente como «Ca la Gran Cristiana», en referencia a Catalina Zaforteza y de Togores, una de las más eminentes colaboradoras con el Carlismo mallorquín, la cual la habitó en el siglo XIX. En uno de sus patios, el central, se hallaron los restos de la considerada como la primera casa musulmana identificada en la isla. Tiene una altura de tres pisos, un portal principal con arco de medio punto, una planta noble con balcones de estilo barroco y un desván con ventanas de estilo gótico.
En 2010, su dirección retomó una excavación subterránea que se había llevado a cabo en el centro de Palma a finales de 1960, y que continuó en 1980, revelando las estructuras de un taller musulmán de cerámica perteneciente a la época almorávide, pero que por entonces, los trabajos de arqueología nunca finalizaron.
El museo cuenta con obras de Francesc Comes y Joan Rosat, pintores góticos, así como de los hispanoflamencos Pere Terrencs y Baltasar Buira, y los renacentistas Fernando de Coca y Mateu López, todos ellos activos en Mallorca.